# Hamblain-les-Pres Communal Cemetery
Hamblain-les-Pres Communal Cemetery is een begraafplaats gelegen in de Franse plaats Hamblain-les-Pres (Pas-de-Calais). De militaire graven worden onderhouden door de Commonwealth War Graves Commission.
De begraafplaats telt 3 geïdentificeerde Gemenebest graven uit de Tweede Wereldoorlog.